# 1,1,2,2-Tétrachloroéthane
Le 1,1,2,2-tétrachloroéthane est un hydrocarbure chloré de formule brute C2H2Cl4. Il est utilisé comme réfrigérant sous le nom de R-130 et comme solvant.

## Utilisation
Il était autrefois largement utilisé comme solvant et comme intermédiaire de synthèse dans la production industrielle du trichloréthylène, du tétrachloroéthylène et du 1,2-dichloroéthylène. Toutefois, le 1,1,2,2-tétrachloroéthane n'est plus beaucoup utilisé aux États-Unis en raison d'inquiétudes au sujet de sa toxicité.

## Propriétés physico-chimiques
Il a le pouvoir de solvatation le plus élevé de tous les hydrocarbures chlorés. C'est un composé fragile qui se décompose s'il est exposé à la lumière ou à l'humidité ou encore s'il est chauffé. Il possède un nombre d'évaporation de 17,4.

## Production et synthèse
Il est produit soit :
- par addition de chlore à de l’acétylène en présence d’un catalyseur :

C2H2 + 2 Cl2 → C2H2Cl4 ;
- par chloration de l’éthylène :

C2H4 + 3 Cl2 → C2H2Cl4 + 2 HCl ;
- par chloration du 1,2-Dichloroéthane :

C2H 4Cl2+ 2 Cl2 → C2H2Cl4 + 2 HCl.

## Toxicité

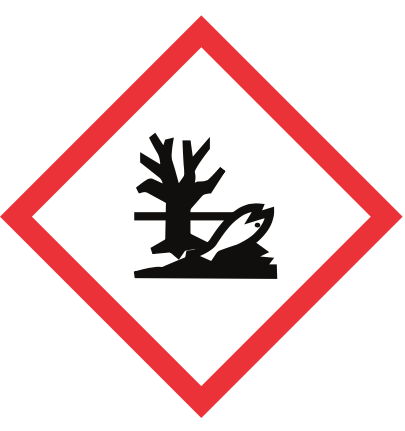
environment en danger

L’exposition chronique par inhalation, aux vapeurs de 1,1,2,2-tétrachloroéthane induit principalement des effets sur le foie et le système nerveux central.
L’hépatotoxicité du 1,1,2,2-tétrachloroéthane a été décrite dans plusieurs études anciennes réalisées en milieu professionnel. Bien que les niveaux d’exposition soient rarement spécifiés, plusieurs cas d’ictère, d’hépatite ou d'hépatomégalie ont été répertoriés chez l'homme (Coyer, 1944 ; Horiguchi et al., 1964 ; Jeney et al. ; Koelsch, 1915).
Des signes neurologiques de la toxicité du 1,1,2,2-tétrachloroéthane, tels que maux de tête, tremblements, étourdissements, apathie et somnolence, troubles sensitivo-moteurs (polynévrites), ont également été mentionnés à plusieurs reprises dans des études anciennes, réalisées en milieu professionnel (Hamilton, 1917 ; Minot et Smith, 1921 ; Parmenter, 1921 ; Jeney et al., 1957).

## Risque cancérogène
Dans un groupe de 1 099 travailleurs exposés à des vapeurs de 1,1,2,2-Tétrachloroéthane, une augmentation de la mortalité a été signalée ; bien que non significative sur le plan statistique, elle serait attribuable à des cancers des organes génitaux, à des leucémies et à d’autres cancers des tissus lymphatiques (Norman et al., 1981). Les résultats sont cependant difficiles à interpréter en l'absence de mesure des niveaux d'exposition car les salariés ont pu être exposés à d'autres agents chimiques.
Le 1,1,2,2-Tétrachloroéthane est classé dans le groupe 3 du CIRC (ne peut pas être classé pour sa cancérogénité chez l’homme), mais l'Agence de protection de l'environnement des États-Unis (EPA) l’a répertorié comme cancérogène possible pour l'homme (Groupe C).